# Conseil du peuple (Turkménistan)
Pour les autres articles nationaux ou selon les autres juridictions, voir Conseil du peuple.
 (mai 2023).
Le Conseil du peuple (en turkmène : Halk Malsahaty), dénommé Chambre des anciens de 2008 à 2017, est, de 1992 à 2008 et de 2020 à 2023, la chambre haute du Conseil national du Turkménistan, son parlement bicaméral.

## Histoire
Créé par l'article 45 de la constitution de 1992, il est initialement composé de 2 507 membres majoritairement élus au suffrage universel, une partie étant désignés directement par le président de la République[réf. nécessaire]. Le Conseil du peuple a alors plus de pouvoir que l'Assemblée.
Lors des élections de 2003, seuls ont pu se présenter des candidats du parti unique (Parti démocratique du Turkménistan) et de groupes politiques affiliés, tel que le mouvement de la renaissance, les activités des mouvements d'opposition étant interdites.
En vertu de la constitution turkmène, le président du conseil du peuple est alors automatiquement le président de la république, en sa qualité de chef des branches législatives et exécutives du gouvernement.[réf. nécessaire] Depuis 2021, 80 membres du conseil du peuple sont élus directement dans les différentes provinces (welaýat).
Le conseil du peuple est transformé lors de la révision constitutionnelle de 2008 et ses pouvoirs dévolus à l'Assemblée du Turkménistan et au président de la République. Il est alors composé de 600 membres désignés,,,. Il prend le nom de Conseil des anciens puis retrouve sa dénomination initiale en 2017.
Il est transformé en chambre haute par une révision constitutionnelle votée en septembre 2020.
Le 11 janvier 2023, une réunion conjointe des deux chambres du Conseil national annonce le retour à un parlement monocaméral — composé de l'Assemblée — et l'abolition du Conseil du peuple en tant que chambre législative. Cette dernière redevient un organe indépendant doté de larges pouvoirs comme celui de modifier la Constitution ainsi que de déterminer la politique étrangère et intérieure du pays,.
Les deux chambres approuvent ces changements constitutionnels à l'unanimité lors d'une session conjointe le 21 janvier 2023,.

## Système électoral

### 2021-2023
Le Conseil du peuple (Halk Maslahaty) est composé de 56 sièges dont 48 pourvus pour cinq ans au suffrage indirect par les membres des conseils régionaux — 8 sièges pour chacune des sept provinces plus la capitale Achgabat — et 8 autres nommés par le Président pour la même durée. Les anciens présidents en sont également de droit membres à vie. Hormis ces derniers, les membres du Conseil ont obligatoirement plus de trente ans, contre vingt cinq pour ceux de la chambre basse.
Les conseillers régionaux qui forment les grand électeurs du scrutin sont au nombre de 231, dont 37 dans la province d'Ahal, 38 dans celle de Lebap, et 39 dans chacune de celle de Balkan, de Daşoguz et de Mary ainsi que dans la capitale Achgabat.

## Liste des présidents
- Saparmyrat Nyýazow (2003-2006) ;
- Gurbanguly Berdimuhamedow (2007-2008 ; depuis 2017)